# Presa din Sărindar
Presa din Sărindar este expresia care desemnează presa de stânga din perioada interbelică, reprezentată în special de ziarele Adevărul și Dimineața, ale căror redacții și tipografii se aflau pe strada Sărindar în București. Strada începe din Strada Brezoianu, chiar din dreptul clădirii de șase etaje Palatul Universul în care a funcționat ziarul Universul.

## Istoric
Fondat în 1888 de către Alexandru V. Beldiman și suprimat în 1951, Adevărul a fost, după Universul, cel mai longeviv cotidian românesc. Era un ziar cu tiraj mare, căruia din 1900 i s-a asociat cotidianul Dimineața, cu care a format un trust.
Deasupra birourilor administrative ale Teatrului Mic își avea redacția cotidianul Facla, tot de stânga, condus de Ion Vinea.
În imobilele din Sărindar mai funcționau și redacții ale unor ziare care nu împărtășeau vederile celor două mari cotidiene. În imobilul de peste drum de Hotelul Palas, își avea redacția cotidianul Timpul, condus o perioadă de ministrul de externe Grigore Gafencu.
După 1948, comuniștii au rebotezat strada Sărindar în C-tin. Mille, ca omagiu adus directorului omonim al ziarului Adevărul.